# Вывод (рассказ)
«Вывод» ― рассказ Максима Горького, написанный в 1895 году и впервые опубликованный в «Самарской газете» в серии рассказов «Теневые картинки». 

## История создания
В основе рассказа лежат реальные события, произошедшие в деревне Кандыбовка, когда Горький стал свидетелем избиения жены её мужем. Молодой Горький бросился ей на защиту, за что был сильно избит деревенскими мужиками и брошен. Проезжающий мимо шарманщик подобрал Горького и доставил в больницу, в город Николаев. Рассказ входил во все собрания сочинений.

## Сюжет
Автор рисует перед нами жуткую картину: полуживая избитая женщина, привязанная к телеге, плетется за ней. Сама лошадь, которая везет телегу хочет остановиться и того гляди упадет. А вот мужчина, который правит телегой разъярен, он бьет кнутом то лошадь, то женщину. За телегой идет толпа: и дети, и женщины, и мужчины. Вся толпа поддерживает происходящее: выкрикивают циничные слова, улюлюкают, свищут, одним словом, веселятся и измываются. В очередной раз получив удар, женщина падает, но толпа поднимает её, не готовая лишиться такого представления.
Заканчивает же свой рассказ автор такими словами:
```
"Это я написал не выдуманное мною изображение истязания правды — нет, к сожалению, это не выдумка. Это называется — "вывод".
[
2
]
```

М.Горький показывает читателям картину, которую можно было увидеть в конце XIX век, когда мужья могли наказывать своих жён таким образом за измену.

## Образы представленных героев
В рассказе представлены четыре образа: молодая женщина, её жестокий муж, лошадь и толпа. Каждый образ ярко передает нам отношение автора к подобной картине.
Первым и последним в рассказе предстаёт образ лошади. Шагает она медленно, полностью опустив голову. Ноги передвигает так, что кажется, что вот-вот упадет.
```
"И жалкая лошадь, медленно шагая, всё мотает своей шершавой головой, точно хочет сказать: "Вот как подло быть скотом! Во всякой мерзости люди заставляют принять участие..."
[
2
]
```

Девушка представлена как очень юная, маленькая и хрупкая, полностью нагая, в её взгяде не осталось ничего человеческого: «глаза широко открыты, смотрят вдаль тупым взглядом». Она сильно избита: «Всё тело её в синих и багровых пятнах, круглых и продолговатых, левая упругая, девическая грудь рассечена, и из неё сочится кровь…живот чудовищно вспух и страшно посинел». Она весьма сильная, потому что с такими повреждениями продолжает идти за телегой.
Мужчина же предстает настоящим животным: «глаза рыжего мужика налиты кровью и блещут злым торжеством…руки, густо поросшие рыжей шерстью, рот его открыт, полон острых белых зубов». И даже изо рта у него вырываются отдельные звуки, а не речь. Автор даже употребляет в отношении этого мужчины местоимение «что», а не кто.
Толпа сравнивается с волной, медленной и шумной. Толпа «кричит, воет, свищет, смеётся, улюлюкает, подзадоривает». Мальчишки, как маленькие дикари, забегают вперед и кричат в лицо женщины циничные слова. Женщины идут «с возбуждёнными лицами и сверкающими удовольствием глазами». Мужчины же поддерживают того, кто на телеге.